# Sergueï Bagreï
Sergueï Anatolievitch Bagreï (en russe : Сергей Анатольевич Багрей) est un joueur russe de volley-ball né le 14 août 1987. Il mesure 1,94 m et joue passeur.

## Clubs
| Club                               | De        | À         |
| ---------------------------------- | --------- | --------- |
| Metalloinvest Stary Oskol          | 2007-2008 | 2008-2009 |
| Lokomotiv Belgorod                 | 2009-2010 | 2010-2011 |
| Lokomotiv-Izoumroud Iekaterinbourg | 2011-2012 | 2011-2012 |
| VK Kouzbass Kemerovo               | 2012-2013 | 2012-2013 |
| Lokomotiv Belgorod                 | 2013-2014 | ...       |

## Palmarès
- Championnat de Russie
  - Finaliste : 2010
- Supercoupe de Russie
  - Perdant : 2010